# Ettuttogai
| Sangam-Literatur |
| --- |
| Ettuttogai („acht Anthologien“) |
| - Natrinai - Kurundogai - Aingurunuru - Paditruppattu - Paripadal - Kalittogai - Agananuru - Purananuru                                                                             |
| Pattuppattu („zehn Gesänge“) |
| - Tirumurugatruppadai - Porunaratruppadai - Sirupanatruppadai - Perumbanatruppadai - Mullaippattu - Maduraikkanchi - Nedunalvadai - Kurinchippattu - Pattinappalai - Malaipadukadam |

Ettuttogai (Tamil: எட்டுத்தொகை Eṭṭuttokai [ˈjeʈːɯt̪ːoɦɛi̯] „acht Anthologien“) ist die Bezeichnung für eine Sammlung von acht Werken der alttamilischen Sangam-Literatur. Das Ettuttogai umfasst acht Anthologien von meist kürzeren Gedichten. Gemeinsam mit den zehn längeren Einzelgedichten des Pattuppattu („zehn Gesänge“) bildet es das Korpus der Sangam-Literatur.

## Die Werke desEttuttogai
Nachfolgend sind die acht Anthologien in der traditionellen Reihenfolge aufgezählt:
| Name der Anthologie | Name der Anthologie    | Name der Anthologie                             | Zahl der Gedichte (davon erhalten) | Zeilenzahl |
| ------------------- | ---------------------- | ----------------------------------------------- | ---------------------------------- | ---------- |
| Natrinai            | நற்றிணை Naṟṟiṇai          | „Die schönen tinais (Liebessituationen)“        | 400                                | 9–12       |
| Kurundogai          | குறுந்தொகை Kuṟuntokai       | „Sammlung von kurzen [Gedichten]“               | 401                                | 4–8        |
| Aingurunuru         | ஐங்குறுநூறு Aiṅkuṟunūṟu     | „Fünf kurze Hundert“                            | 500 (498)                          | 3–6        |
| Paditruppattu       | பதிற்றுப்பத்து Patiṟṟuppattu | „Zehn[mal] zehn [Gedichte]“                     | 100 (80)                           | 5–57       |
| Paripadal           | பரிபாடல் Paripāṭal        | „[Sammlung im] Paripadal-Versmaß“               | 70 (22)                            | 32–140     |
| Kalittogai          | கல்த்தொகை Kalittokai       | „Sammlung im Kali-Versmaß“                      | 150                                | 11–80      |
| Agananuru           | அகநானூறு Akanāṉūṟu        | „Vierhundert [Gedichte] über agam (Liebe)“      | 400                                | 13–31      |
| Purananuru          | புறநானூறு Puṟanāṉūṟu       | „Vierhundert [Gedichte] über puram (Heldentum)“ | 400 (398)                          | 4–40       |

Die acht Anthologien des Ettuttogai wurden nach formalen (Länge, Versmaß) und inhaltlichen Kriterien (Liebes- oder Heldendichtung) zusammengefasst. Das Purananuru und Paditruppattu gehören zum Genre der Heldendichtung (puram), das Aingurunuru, Kurundogai, Natrinai, Agananuru und Kalittogai zum Genre der Liebesdichtung (agam). Das Paripadal gehört zu keinem der beiden Genres, sondern enthält religiöse Dichtung. Das Kurundogai, das Natrinai und das Agananuru bilden eine Gruppe von Liebes-Anthologien mit jeweils 400 Gedichten. Im Kurundogai sind dabei kurze Gedichte gesammelt, während das Natrinai mittellange und das Agananuru lange Gedichte enthält. Das Pendant im Genre der Heldendichtung stellt das Purananuru mit ebenfalls 400 Gedichten dar. Die Liebes-Anthologie Aingurunuru und die Helden-Anthologie Paditruppattu zeichnen sich durch eine Anordnung in Dekaden (Gruppen von zehn Gedichten) aus. Die beiden verbliebenen Anthologien Kalittogai und Paripadal weisen deutliche Unterschiede in Sprache und Stil auf.

## Textgeschichte und Anthologisierung
Die Datierung der Sangam-Literatur ist unsicher, die Gedichte der acht Anthologien stammen aber wahrscheinlich aus dem 1. bis 6. Jahrhundert n. Chr. Nachdem sie anfangs mündlich überliefert worden waren, wurden die Gedichte vermutlich gegen Mitte des 1. Jahrtausends verschriftlicht und anschließend zu Anthologien zusammengefasst. Die Anthologien Natrinai, Kurundogai, Aingurunuru, Agananuru und Purananuru besitzen einen Einleitungsvers des Autos Paradam Padiya Perundevanar, der wahrscheinlich auf das 7. Jahrhundert anzusetzen ist. Wahrscheinlich wurde zu diesem Zeitpunkt eine erste Über-Anthologie zusammengestellt. Wann genau die Einteilung in die „acht Anthologien“, wie wir sie heute kennen, vorgenommen wurde, ist aber nicht bekannt. Im 12. Jahrhundert erwähnt der Autor Perasiriyar in seinem Kommentar zum Tolkappiyam die „Gesänge und Anthologien“ (pattum togaiyum). Der Begriff der „acht Anthologien“ taucht in der umgekehrten Form Togaiyettu erstmals im 14. Jahrhundert bei Nachinarkkiniyar auf. Die Identität der Werke, die zu den acht Anthologien gehören, sowie ihre traditionelle Reihenfolge sind in einem anonymen Vers überliefert, der aus der Manuskripttradition bekannt ist. Er ist im Venba-Versmaß verfasst und vermutlich relativ jungen Datums. Dieses überlieferte Wissen bildet die Grundlage der Literaturgeschichtsschreibung über das Ettuttogai. Der besagte Vers lautet wie folgt:

„நற்றிணை நல்ல குறுந்தொகை யைங்குறுநூ

றொத்த பதிற்றுப்பத் தோங்கு பரிபாடல்

கற்றறிந்தார் சொல்லுங் கலியோ டகம்புறமென்

றித்திறத்த வெட்டுத் தொகை.“

„Naṟṟiṇai nalla kuṟuntokai aiṅkuṟunūṟ’

otta patiṟṟuppatt’ ōṅku paripāṭal

kaṟṟ’ aṟintār collum kaliyōṭ’ akam puṟam eṉṟ’

it tiṟatta eṭṭuttokai.“

„Natrinai, das gute Kurundogai, Aignurunuru,

gleichsam Paditruppattu, das erhabene Paripadal,

zusammen mit Kali, von den Gelehrten gepriesen, Agam und Puram:

aus diesen Teilen besteht das Ettottogai.“